# 文徹穹
文徹穹（英語：Venture Dome）是南極洲的穹丘，位於麥克羅伯特森地，處於特溫托普山以南60公里，澳大利亞探險隊在1967年建立微波測距站，現時由南極條約體系管理。